# André Fontaine
André Fontaine, pseudonimo di Julien Gagnon (Saint-Gédéon, 6 marzo 1926 – Québec, 30 gennaio 2005), è stato un pittore e giornalista canadese.
Detto anche "Il pittore delle stelle" poiché ha creato un movimento d'arte ispirato alla cosmonautica. Fu il primo artista al mondo ad utilizzare la fibra di vetro, venne sia riconosciuto a livello mondiale che corteggiato da nomi famosi, tra cui Walt Disney che gli ha dedicato un fumetto di Topolino, pubblicato sui giornali e le riviste di tutto il mondo.

## Biografia

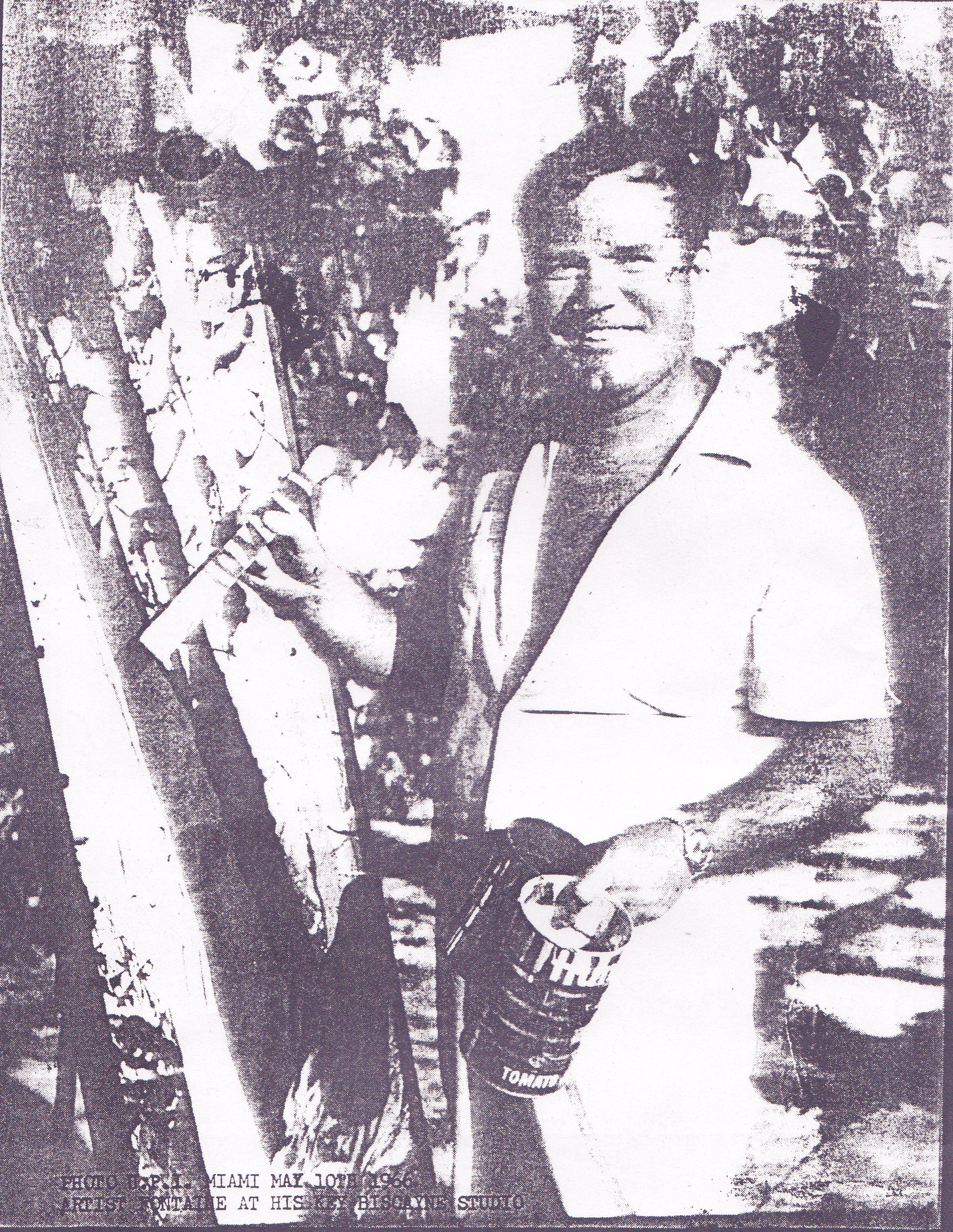
Fontaine da giovane

André Fontaine, nacque il 6 marzo 1926 a Saint-Gedeon, un piccolo villaggio nella regione di Saguenay-Lac-Saint-Jean nel Québec. Ha studiato presso il Lac-Saint-Jean e il Royal Military College in Victoria Road, nella Columbia Britannica.. Ha conseguito una laurea in psicologia e belle arti, e un dottorato di ricerca in cosmologia presso l'Università della Florida. Per pagarsi gli studi, ha dipinto a fianco di grandi nomi come Jackson Pollock e Jacque Fresco.

## Gli inizi
Nato con il nome di Julien Gagnon , settimo in una famiglia di 10 bambini i cui genitori, Ernest Gagnon e Isabelle Lessard si sposarono nel 1906. Fin da bambino rivolgeva la sua passione sia per la pittura che all'astronomia. Si sposò nel 1945, in prime nozze, con Marie-Paule Tremblay a Alma (Québec). Da questa unione ha avuto due figlie, Elena nata l'11 ottobre 1946 e Pauline nato nel 1948. Il divorzio venne formalizzato nel 1966.

## Pittore futurista

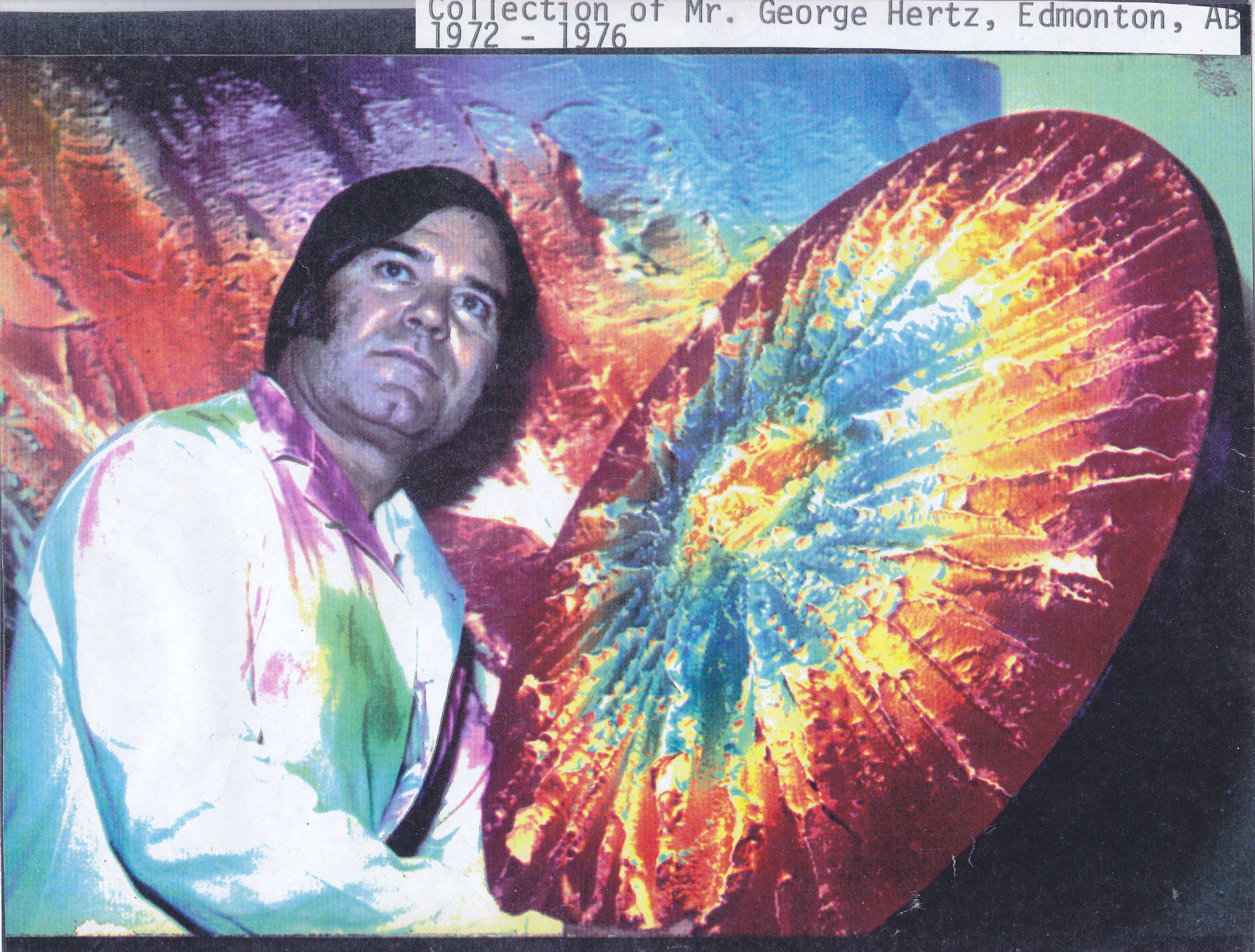
Pittura

Pittore, le cui opere, sono state per la prima volta riconosciute nel 1953 a livello internazionale. Nel 1963, l'American Academy of Arts and Letters gli ha conferito una medaglia e una borsa di studio per le sue creazioni artistiche e di ricerca. L'anno seguente, vinse la medaglia d'oro dell'Architectural Association.
Si aprì così per questo poliedrico e visionario artista emergente un futuro luminoso. Andrè Fontaine stava guadagnando popolarità ed era conosciuto in tutte le principali capitali del mondo per la sua arte unica, vero genio di originalità. La sua arte è la sua visione dell'universo infinito, un passo verso il futuro. Grazie alle numerose mostre delle sue opere, anche personalità straniere acquistaronoi i suoi dipinti. La particolare e originale tecnica compositva crea nei dipinti un effetto tridimensionale. Negli Stati Uniti è noto soprattutto per il suo nome "Fontana". Così nel 1965, il famoso Walt Disney lo definisce "Pittore delle Stelle." Gli rende così omaggio immortalando in un fumetto di Topolino, pubblicato in tutto il mondo in cui il nipote di Topolino mostra l'autografo del pittore Fontaine. Nel 1966, la Wowetco ottiene il compito di esporre le sue opere in tutto il mondo.
André Fontaine, padre della sua arte, la "cosmonitique arte", ha creato e prodotto dal suo supporto rivoluzionario, venne così definito nel 1963 : "Il Pittore delle Stelle."
Non solo la sua arte viene riconosciuta nel Québec e in Canada ma anche negli Stati Uniti. Inoltre riuscì a farsi conoscere nelle principali capitali, così le sue opere ora si trovano in musei d'arte contemporanea.

## Giornalisti International Press

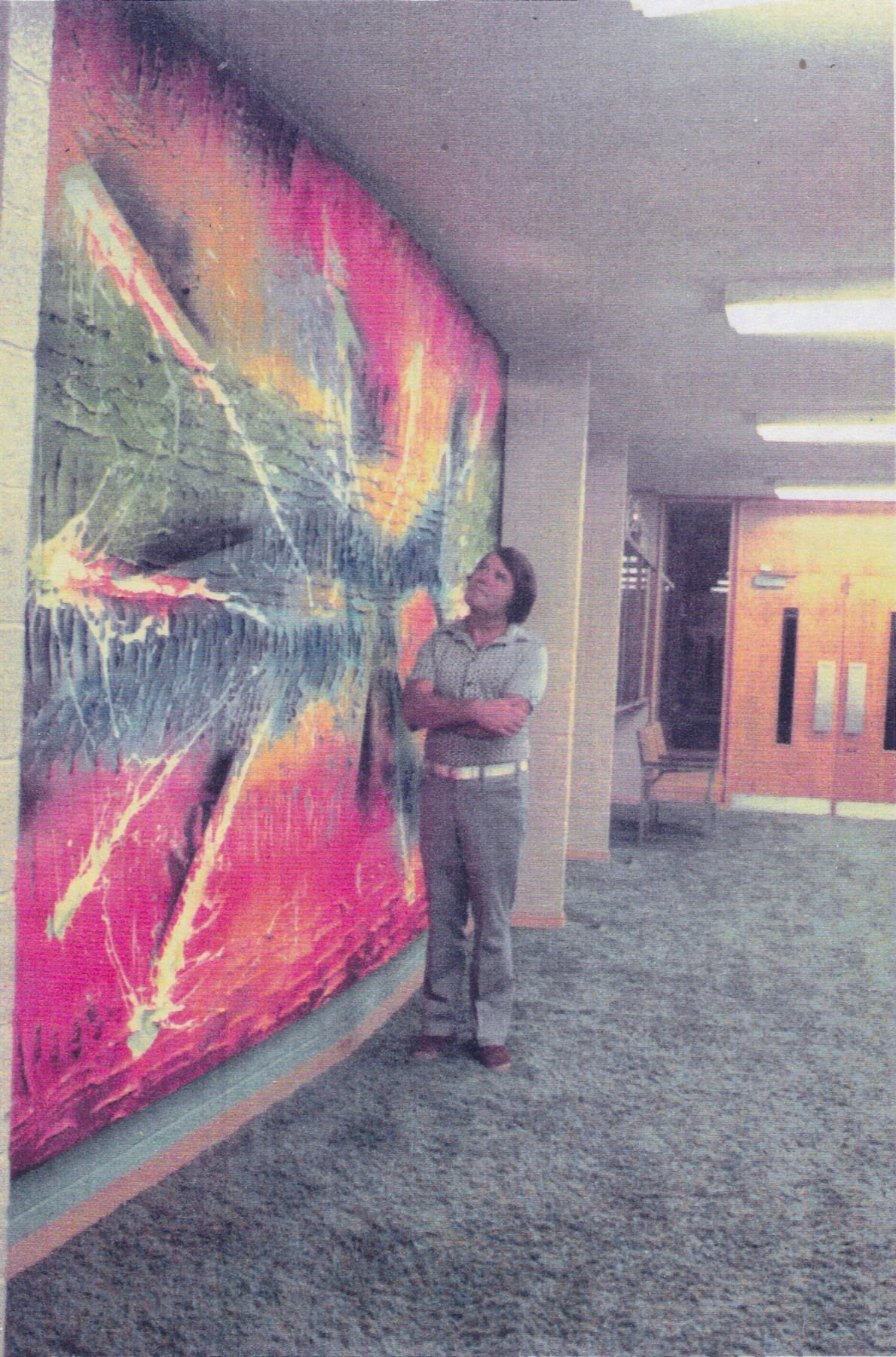
Murales

André Fontaine è anche un giornalista freelance, corrispondente per la stampa internazionale. Ha lavorato per diverse agenzie tra cui, Radio-Canada, Pathe News, The Evening Post Sabato e Movietone internazionale. Grazie alla sua rete di relazioni venne inviato all'estero, per seguire come inviato eventi importanti quali : la rivoluzione cubana dalle montagne della Sierra Maestra, la crisi di Panama, la guerra civile dominicana, la costruzione del muro di Berlino, e nel Natale 1963, il dramma di Dallas: l'assassinio del presidente degli Stati Uniti John F. Kennedy, e la visita del Papa al Nazioni Unite.
Ha inoltre commentato, fin dalla sua apertura, avvenuta nel 1956 importanti lanci da Cape Kennedy. Fu il primo giornalista del Quebec ad essere un membro del circolo della stampa di Cape Canaveral. Uomo eccezionale, poliedrico, ha sperimentato diversi mestieri : veterano della seconda guerra mondiale (1939 - 1945), fu ferito in servizio attivo e congedato nel 1947. Ha prestato servizio militare nell'esercito degli Stati Uniti,.
Nel 1965, Serge Brousseau, famoso critico per Le Journal de Montreal André Fontaine lo ha definito come un "pittore cosmico", un "Pittore delle Stelle." Sia a causa della sua avant-garde, che di un articolo che lo attaccava come "non c'è mai un profeta in patria", in realtà "rimosso" dal contesto artistico solo per motivi politici. Fontaine venne esiliato dal suo paese natale. Ha vissuto molti anni negli Stati Uniti, i Caraibi e l'America Latina. Nel 1966, ha voluto rivelare fatti riguardanti l'assassinio di John F. Kennedy, rivelazioni inquietanti per cui qualcuno avrebbe voluto farlo tacere.

## Tra luci e ombre
Nel 1977, Fontaine pubblicò un libro, dal titolo Conspiracy, insieme a Carmen Morin per dire tutta la verità. Con il 1977, il pittore inizia una nuova vita, aprendo nel Québec il suo studio d'arte. Nel suo libro, tra luci e ombre, svela particolari imbarazzanti, un libro messo all'indice e ritirato dal mercato a causa del suo contenuto politico. Nello stesso anno, incontra un giovane artista, Joan Doyon, che nel frattempo è impegnato in un workshop di pittura per i bambini.
I due artisti sviluppano una sorta di complicità che si concreta nel 1978 nell'apertura di una galleria d'arte in Quebec 56, rue St-Pierre. Grazie agli artisti e al loro coinvolgimento vennero offerti corsi per giovani svantaggiati. Questa fu la prima galleria ad offrire lezioni d'arte con professionisti che ricevevano un contributo pubblico, iniziativa a quel tempo condotta da René Lévesque. Nel dicembre del 1979, André Fontaine si sposa per la seconda volta e ha una figlia, Rachel, nata nel settembre 1980. Essendo un uomo d'azione, ha continuato ad essere attivo in vari campi dello scibile. Oltre ai suoi dipinti, è stato relatore in diversi convegni scientifici, come cantante lirico con voce da tenore ha tenuto diversi concerti nelle chiese, ospite in programmi televisivi per parlare di la sua arte. Durante gli anni '80, ha organizzato nella regione del Québec 90 mostre dei suoi dipinti e concerti di canto classico, tra cui a volte per matrimoni o vacanze. Un altro aspetto di Fontaine, è il suo volto da benefattore : la raccolta di cibo nei ristoranti per sfamare i poveri.

## Opere

### Reportage

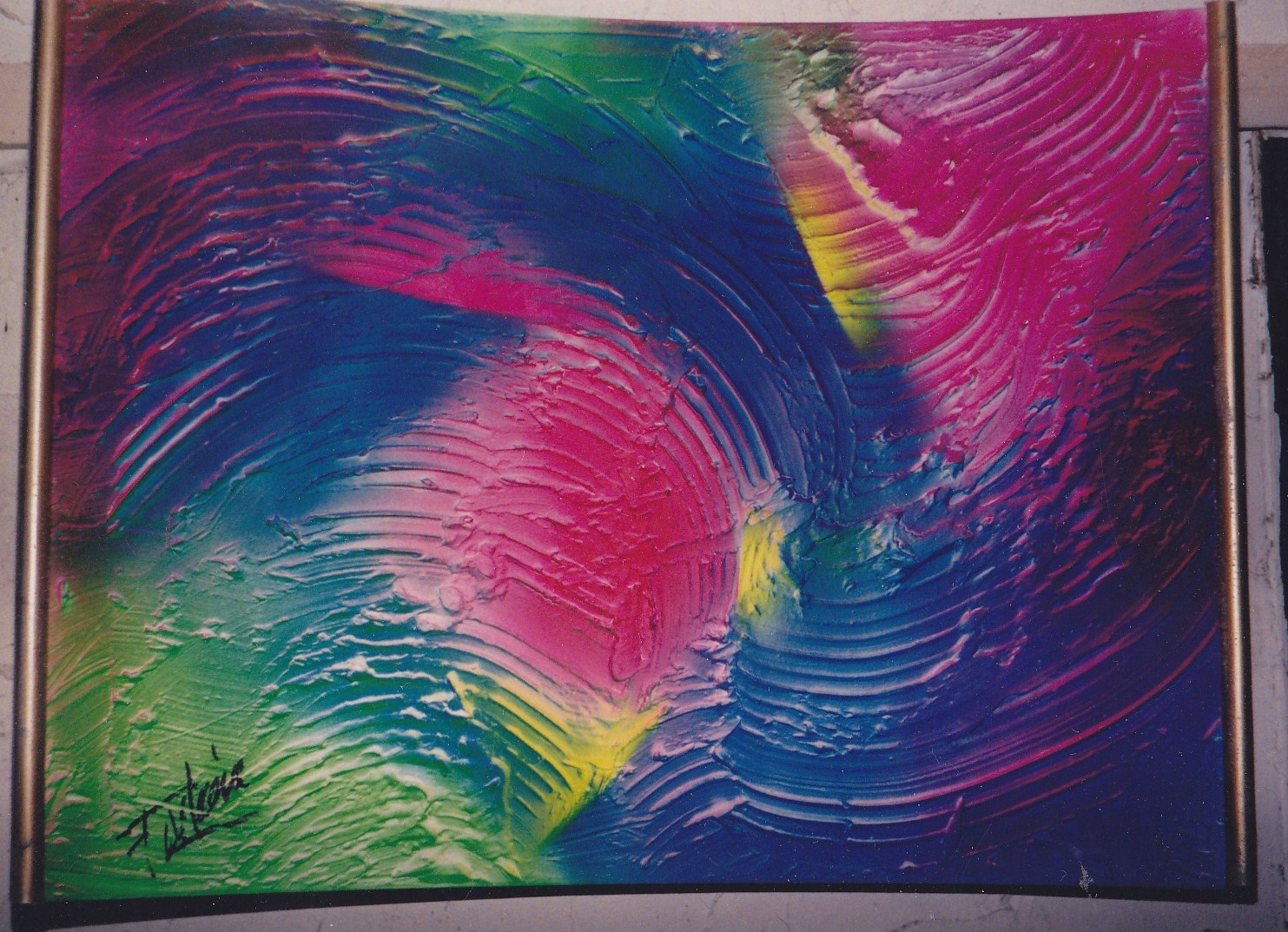
Tavola

- La Rivoluzione cubana, dalle montagne della Sierra Maestra
- La crisi di Panama
- La guerra civile dominicana
- Il dramma di Dallas: l'assassinio del presidente degli Stati Uniti John F. Kennedy
- La costruzione del muro di Berlino, Natale 1963
- L'arrivo di Papa Paolo VI alle Nazioni Unite nel 1965

### Esposizioni
- 1964: mostra d'arte pubblica presso il Miami Science Museum
- 1964: 24 giugno - 3 luglio 1964 alla Galleria Martin[6]
- 1964: a ottobre presso la locanda Toit de Chaume[7]
- 1965: a giugno al Festival delle Arti alla Casa Bianca a Washington
- 1965: a ottobre alla Galleria d'arte francese a Montreal
- 1966: alla Galleria Mayfair di Miami: Il cosmo e i misteri dell'universo
- 1966: maggio - luglio a Montreal
- 1969: a maggio presso la Maison des Arts de Chicoutimi
- 1969: 11 - 28 settembre al centro culturale di Cowansville
- 1971: 23 maggio - 27 giugno presso la Maison des Arts de Chicoutimi[8]
- 1972: a dicembre a Edmonton, a McCauley Plaza, Jasper av.
- 1973: al terzo congresso internazionale IRPA
- 1973: a luglio alla Galleria del Dallas Times Herald
- 1975: ad una galleria libera a Beirut, Libano
- 1978: a maggio inaugura il murale nella scuola François Perrault, Sainte-Foy, Quebec
- 1978: mostra La sfida alle stelle
- 1980: 17 febbraio - 20 marzo all'Atelier 858, Montreal
- 1981: 9 - 19 aprile presso il centro commerciale Lebourgneuf Place nella città di Québec
- 1983: a Drummondville presso l'auditorium la poudrière: conferenza sugli UFO ed esposizione su tela
- 1986: 3 - 5 dicembre a Beauce, Québec
- 1987: a giugno al centro commerciale Place de la cité di Sainte-Foy, Quebec
- 1987: il 31 agosto esposizione a St Nicholas
- 1987: 2 - 6 dicembre mostra al centro [di quale città?]
- 1988: 3 - 6 novembre mostra al bivio per Beauport
- 1989: 10 - 14 ottobre al centro commerciale Les Galeries Trois-Pistoles
- 1990: 1991: mostra alla galleria Sir Wilfrid Hamel, Québec
- 1992: esposizione a Montreal
- 1995: 8 - 17 dicembre YWCA, Holland Hall Devonshire Quebec
- 1996: mostra presso il centro commerciale Place Ste-Foy
- 1999: 22 luglio - 5 agosto The Casket Library, Library of Lac Beauport
- 2002: 15 - 30 giugno The Casket Library, Library of Lac Beauport